# Kara-Khol (lac)
Le Kara-Khol (en russe : Кара-Холь, Kara-Khol) est un lac de la kojuun du Baï-Taïga, dans la république de Touva. Il est un des lacs les plus visités de la république, et il est classé comme monument naturel d'importance régionale.

## Géographie
Le lac, situé dans la chaîne de Chapchal dans le Saïan occidental, s'est formé dans un rift sur le plateau d'Alach. Il est allongé sur un axe nord - sud. Il est à la jonction des crêtes Ieri-Taïga à l'ouest et des crêtes Bougouzouk et Artych à l'est.
Sa superficie est de 16,2 km2, tandis que la superficie du bassin versant est de 1 430 km2. La longueur du lac est de 12 km, pour une largeur de 1,5 km.
Il récupère les eaux des rivières Monaguy, au nord, de l'Aldy-Eldig-Khem à l'est et de la rivière Kastyg. Il donne naissance à la rivière Kara-Khol, un affluent de l'Alach, lui même un affluent du Khemtchik, qui se jette à son tour dans l'Ienisseï.
Les rives ont connu de ombreux éboulis, qui sont bien visibles. Il y a aussi des forêts et des pâturages, ainsi qu'une petite cascade. Les forêts relèvent de la taïga, avec une grande quantité de mélèzes et de pins de Sibérie.
Pour la faune, on retrouve le mouton de montagne de l'Altaï, la panthère des neiges, des cerfs, tamias de Sibérie, marmottes de l'Altaï, etc. Dans l'avifaune, on recense le pipit, l'accenteur de l'Himalaya ou encore des Alectoris. L'ombre est le principal poisson du lac.
Son nom vient du touvain Kara-Xöl (Кара-Хөл), où xöl (хөл) signifie « lac » et kara (кара) signifie « noir ». Cette dénomination fait référence au reflet des montagnes sur ses eaux, qui semble lui donner une couleur noire.

## Galerie

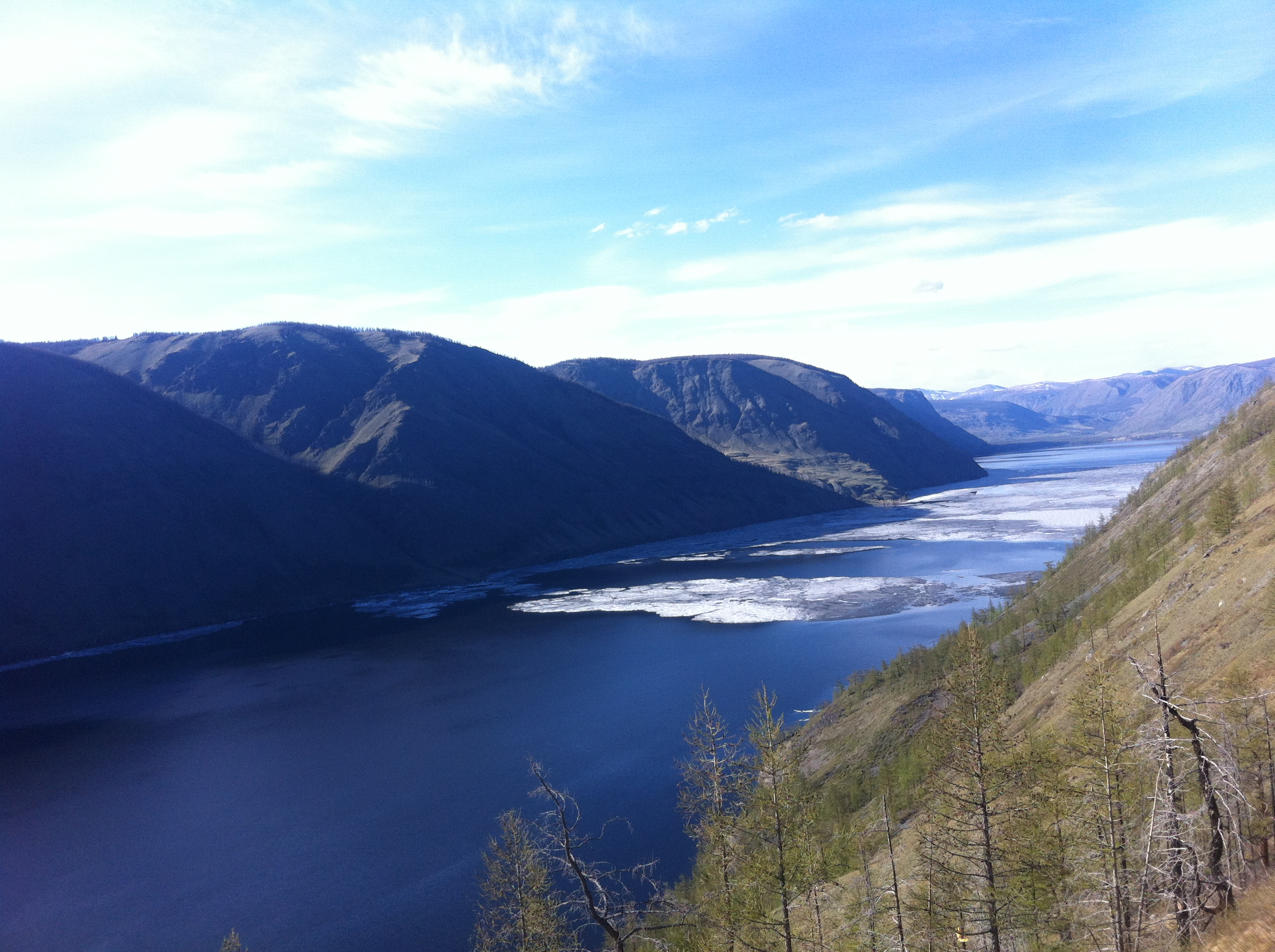
Le lac en mai, avec des plaques de glace.
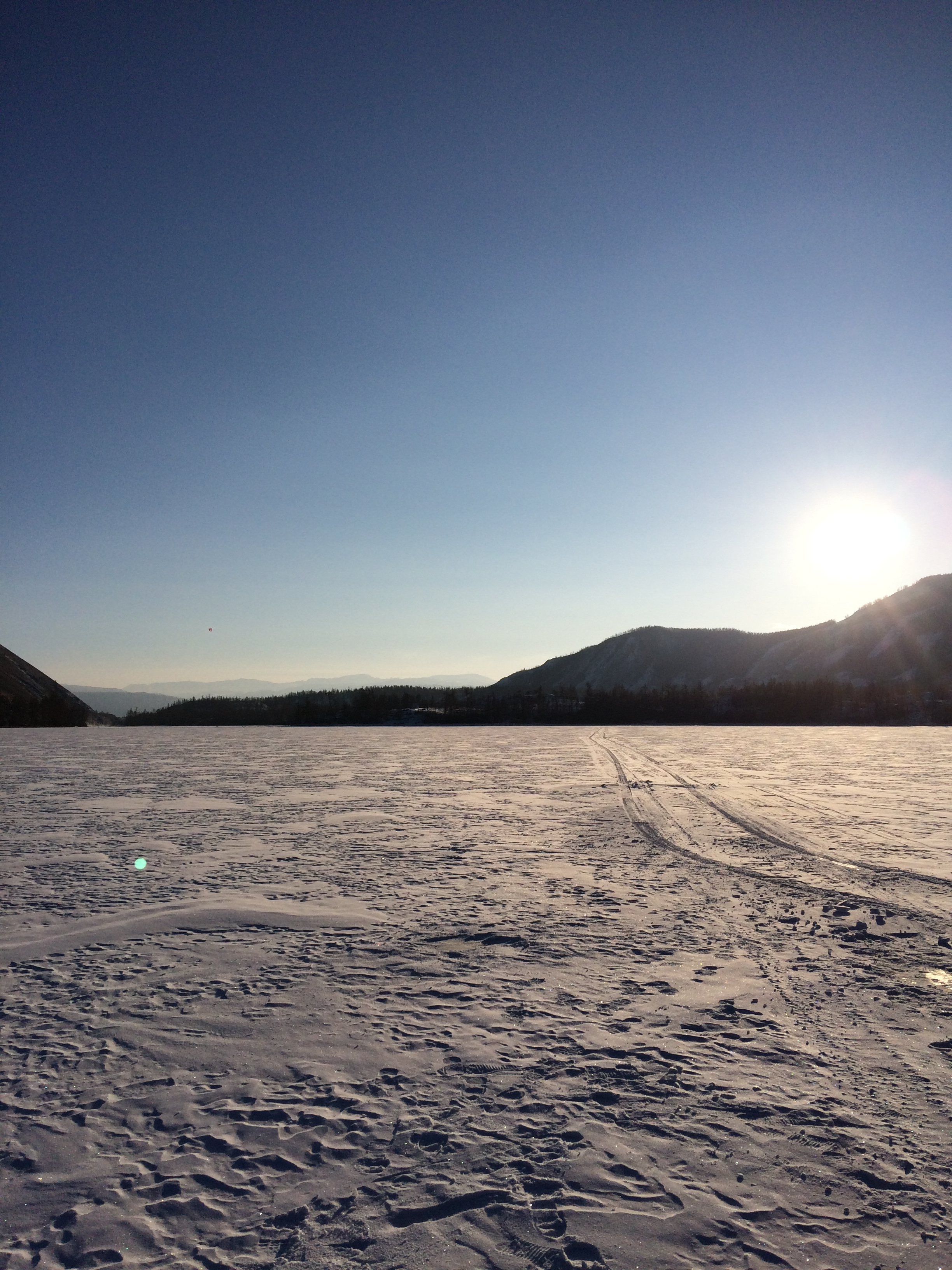
Lac entièrement gelé en janvier.